# Вишков (окръг)
Окръг Вишков (на чешки: Okres Vyškov) се намира в Южноморавски край, Чехия. Площта му е 869,06 km2 (от тях 158,206 km2 са заети от военния полигон Бржезина), а населението му – 90 813 души (2016). Административен център е град Вишков. В окръга има 79 населени места, от които 5 града и 3 места без право на самоуправление. Код по LAU-1 – CZ0646.

## География
Разположен е в източната част на Южноморавския край. В рамките му граничи с окръзите Бърно-район на запад, Ходонин на югозапад, Бржецлав на юг и Бланско на северозапад. На североизток граничи с окръг Простейов на Оломоуцкия край, а на изток – с окръг Кромержиж на Злинския край.

## Градове и население
Данни за 2009 г.:
| Град               | Население |
| ------------------ | --------- |
| Вишков             | 22 221    |
| Бучовице           | 6500      |
| Славков край Бърно | 6265      |
| Роусинов           | 5256      |
| Ивановице на Хана  | 2917      |

| Общо           | Жени             | Мъже             |
| -------------- | ---------------- | ---------------- |
| 89 016 (100 %) | 44 979 (50,53 %) | 44 037 (49,47 %) |

## Образование
По данни от 2003 г.:
| Вид училище                         | Брой училища |
| ----------------------------------- | ------------ |
| Детски градини                      | 69           |
| Начални училища                     | 49           |
| Гимназии                            | 2            |
| Средни училища и промишлени училища | 7            |
| Средни професионални училища        | 4            |
| Висши професионални училища         | 1            |

## Здравеопазване
По данни от 2003 г.:
| Лекари                                      | 250 |
| Болници                                     | 1   |
| Специализирани заведения за лечение и отдих | -   |
| Зъболекари                                  | 38  |
| Аптеки                                      | 12  |

## Транспорт
През окръга преминават част от магистралите D1 и D46, както и първокласните пътища (пътища от клас I) I/47, I/50 и I/54. Пътища от клас II в окръга са: II/377, II/379, II/416, II/417, II/418, II/428, II/429, II/430 и II/431.